# 花腔 (小说)
《花腔》，李洱著，2002年出版，是李洱的第一部长篇小说。书籍以对知识分子葛任之死的探寻为线索，叙述了葛任一生的经历，内容则是三个当事人的口述和大量的引文。曾入围第6届茅盾文学奖。获得2003年首届“鼎钧双年文学奖”。

## 评论
赵翠翠：“作者一开始就给读者设了一个叙事圈套。我们自信地以为最终会找到葛任事件的历史真相。但读者的期待视野却被一次次打破。所谓的历史真相始终隐藏在一个我们不知道的角落。”